# Ludvig Hedin

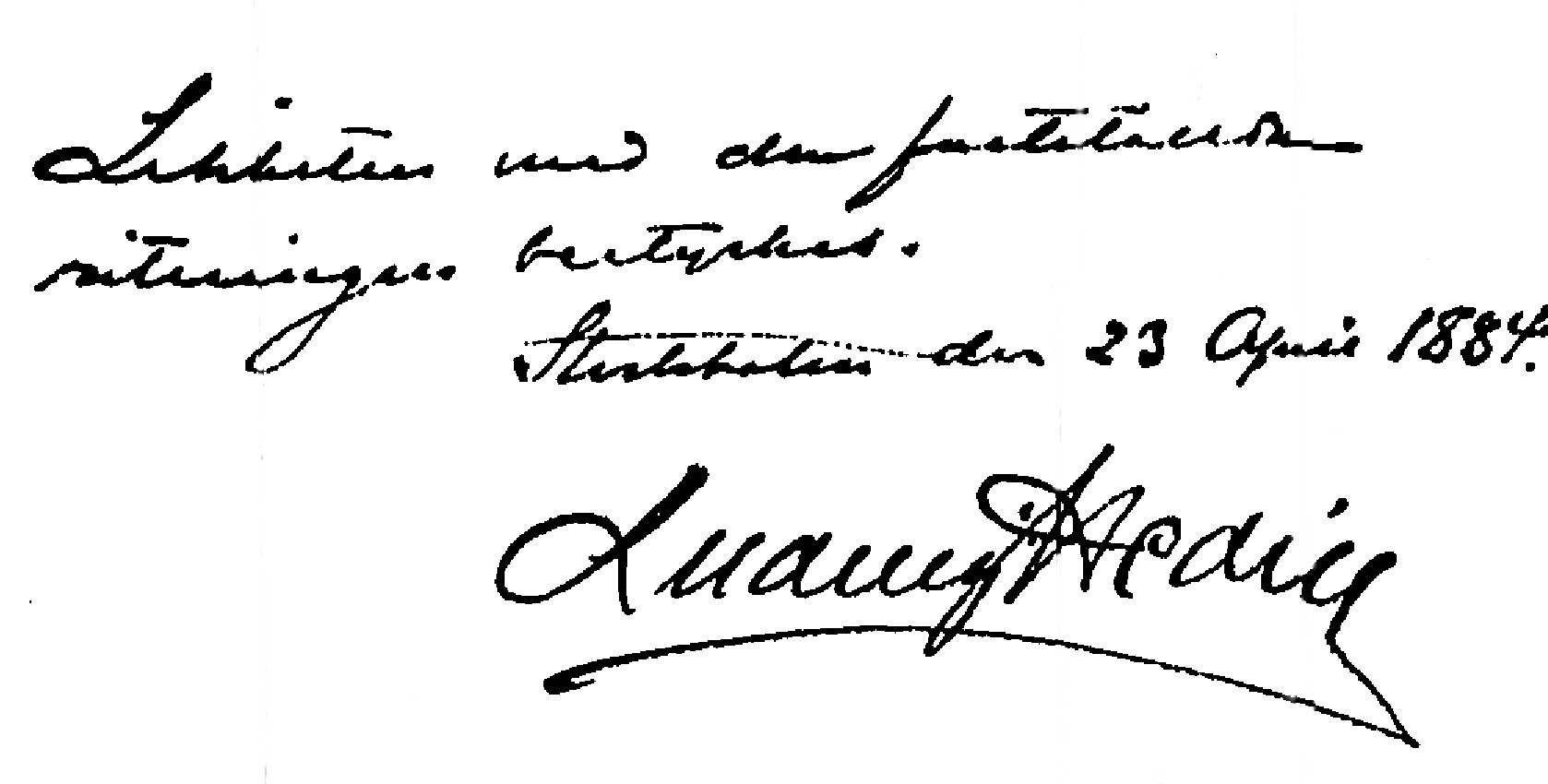
Hedins namnteckning 1884 på en ändringsritning för Apoteket Elefanten

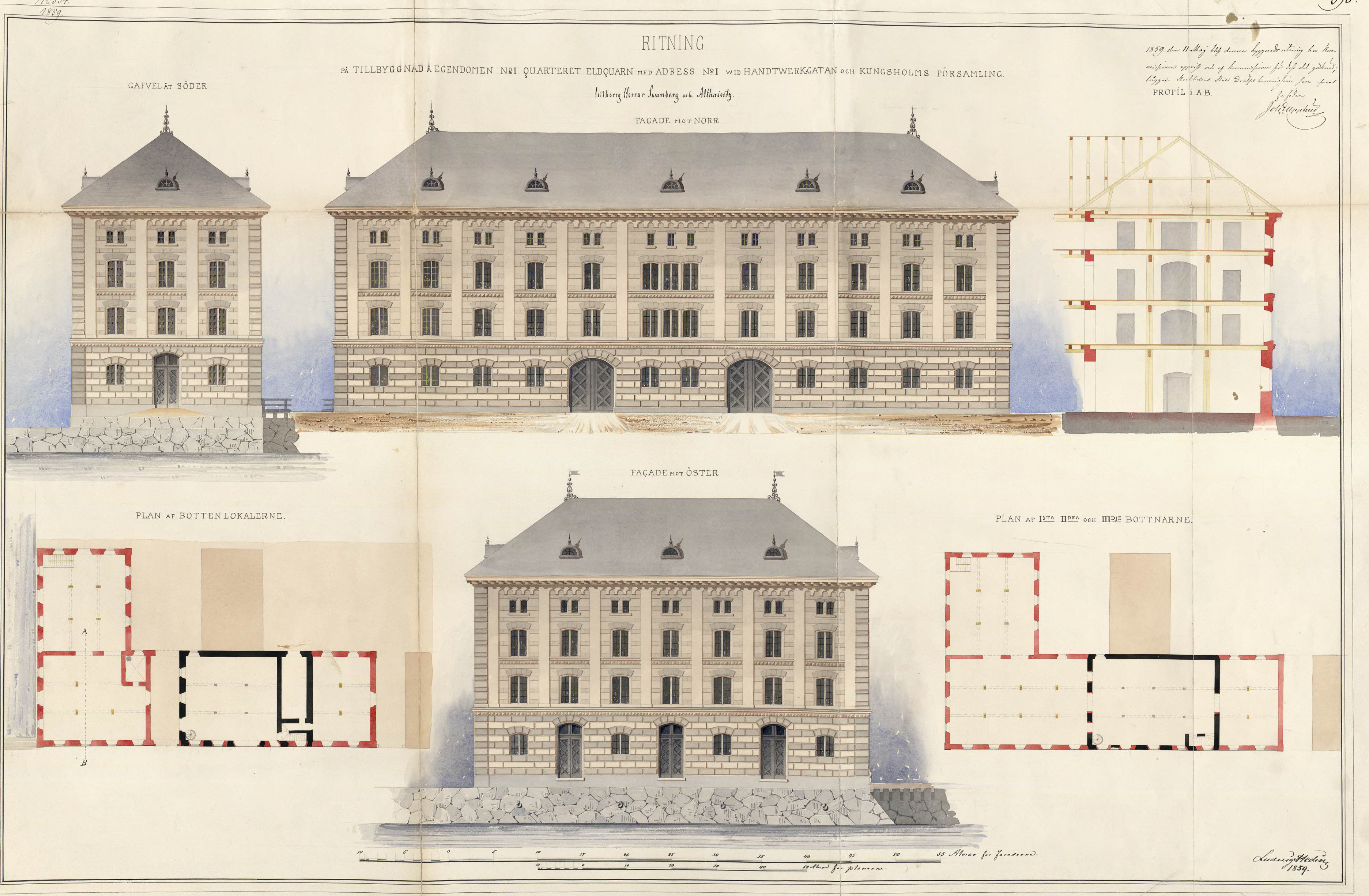
Byggnadsritning för Eldkvarn

Abraham Ludvig Hedin, född den 15 maj 1826 i Stockholm, död där den 18 februari 1917, var en svensk arkitekt, bosatt i Stockholm.

## Biografi
Hedin studerade vid Kungliga Akademien för de fria konsterna 1842–1849 och var därefter konduktör vid i Fångvårdsstyrelsen 1849–1851 samt vid Överintendentsämbetet 1849–1893 (från och med 1864 2:e arkitekt) och som sådan deltog han i om- och tillbyggnad av cirka 100 kyrkor. Mellan åren 1863 och 1898 verkade han som stadsarkitekt i Stockholm.
Under Ludvig Hedins tid som stadsarkitekt genomgick Stockholms bebyggelse en omfattande förvandling. Det gällde att omsätta Albert Lindhagens så kallade Lindhagenplanen. 
Ett annat område var omgestaltning av husfasader i Gamla stan, där Hedin godkände många ändringsritningar. Istället för en totalsanering av Gamla stan började man i slutet av 1800- och början av 1900-talet att riva, snygga till eller putsa upp enskilda fastigheter. Längs Skeppsbroraden och  Västerlånggatan, som var stadens affärscentrum, rustades butiker upp och husfasaderna smyckades med gjutjärnsdetaljer och graciösa fönsteromfattningar i jugendstil. Enskilda affärsfastigheter förnyades även i andra dela av Gamla stan, exempelvis längs Österlånggatan.
Under Hedins tid blev även stadsarkitekttjänsten delad. 1879 gavs projekteringen av stadens byggnader åt en stadsbyggmästare, en uppgift som av tradition föll (sedan Nicodemus Tessin d.ä.:s tid) under stadsarkitektens arbetsuppgifter. Stadsarkitekten behöll från och med denna tidpunkt granskning och kontroll av den enskilda byggverksamheten. 
Hedin var gift med Anna Sofia Karolina Berlin, dotter till kyrkoherden Christian Gissel Berlin, och blev med henne far till upptäcktsresanden och författaren Sven Hedin och Alma Hedin, grundare av Blomsterfonden och känd för sitt engagemang för fattiga och äldre.
Släkten Hedin är känd sedan mitten av 1600-talet. Släktens anfader bodde i byn Hidingsta i Norrbyås socken. Hans son, kronouppbördsmannen Lars, tog sig efternamnet Hedin efter byns namn. Ludvig Hedins far, Sven Anders Hedin, var kansliråd, och hans farfar, Sven Anders Hedin, var hovmedikus.

## Verk i urval
- Herrhamra (huvudbyggnad), 1850.
- Sorsele kyrka 1859-1860
- Släps kyrka 1852-1853
- Valla kyrka, Bohuslän 1859-1861.
- Hallaryds kyrka, 1862–1863.
- Forsheda kyrka, 1866.
- Larvs kyrka, 1863–1865.
- Multrå kyrka, 1867
- Pajala kyrka, 1868-1871.
- Södra Åby kyrka, 1869–1870.
- Älmeboda kyrka, 1877
- Svarttorps kyrka, 1868–1870
- Källna kyrka, 1871–1872
- Revsunds kyrka, 1872–1876
- Håsjö nya kyrka, 1875–1877. (Brann ned 1901)
- Junsele kyrka, 1885.
- Västra Hoby kyrka, 1885. Äldre torn.
- Blidö kyrka, 1855.
- Eldkvarn (magasinshus), 1859
- Långholmens centralfängelser på Långholmen, Stockholm 1849-1851.
- Skola i Hudiksvall, 1867
- Skola i Karlskoga, 1859.
- Skola i Eskilstuna, 1883.
- Fyr på Kanholmen, 1868.

## Bilder av några verk

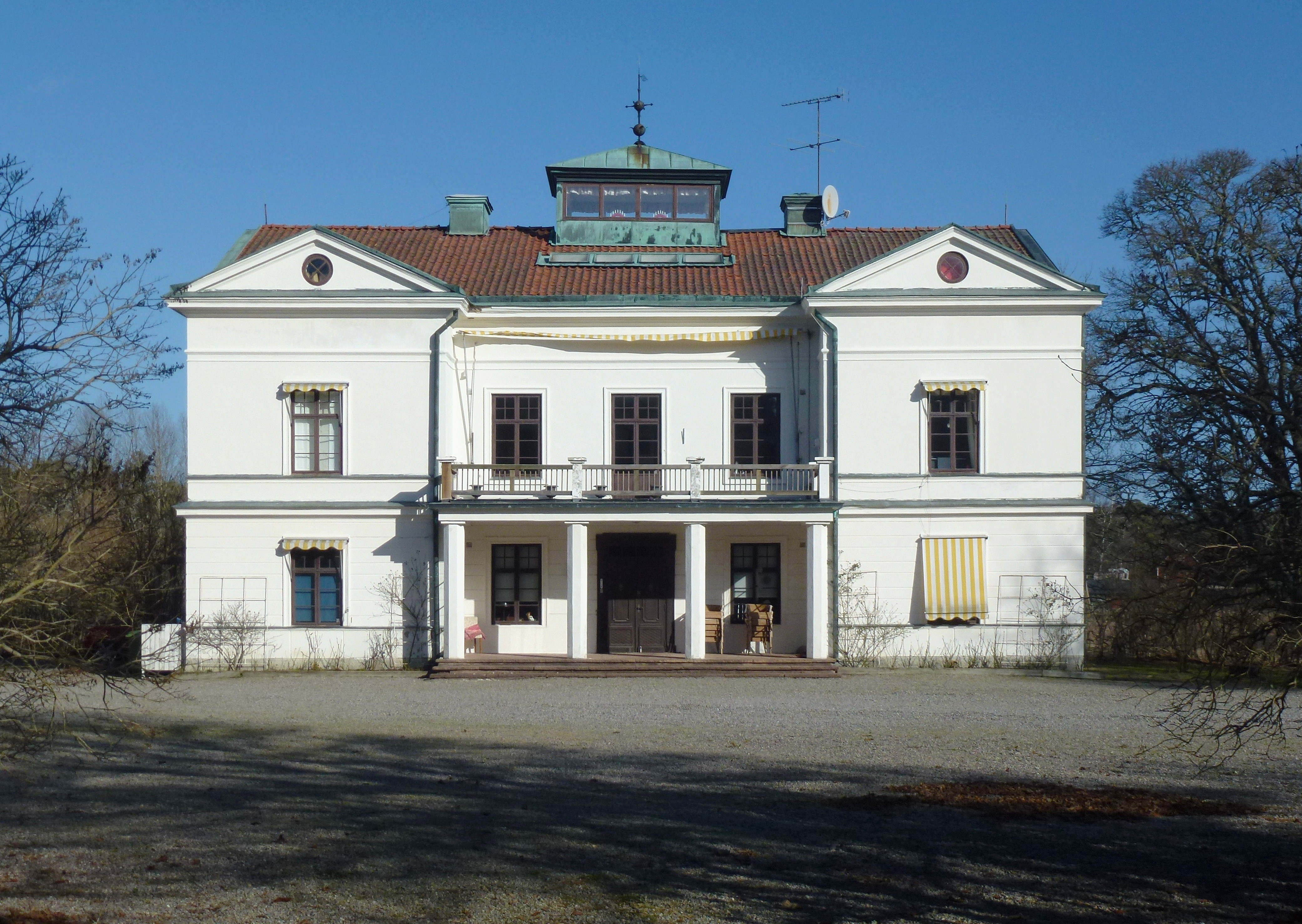
Herrhamra gård
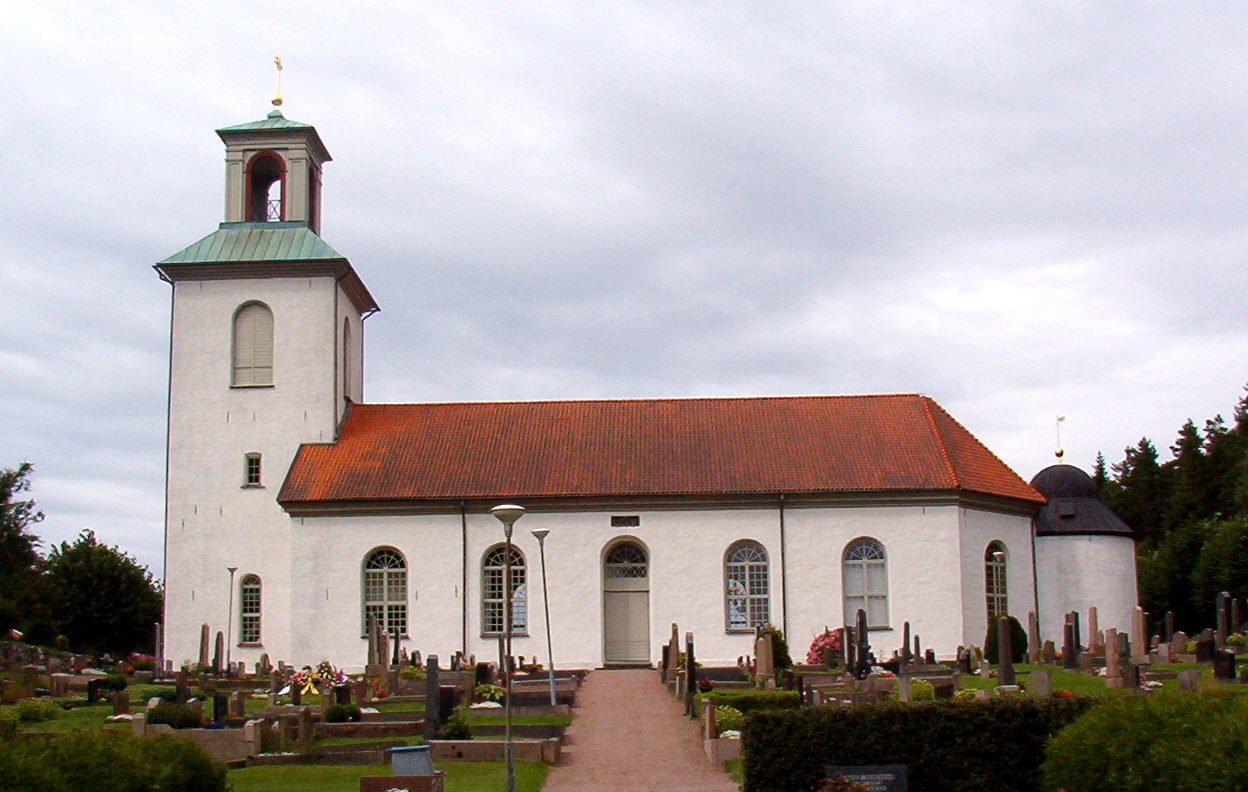
Valla kyrka
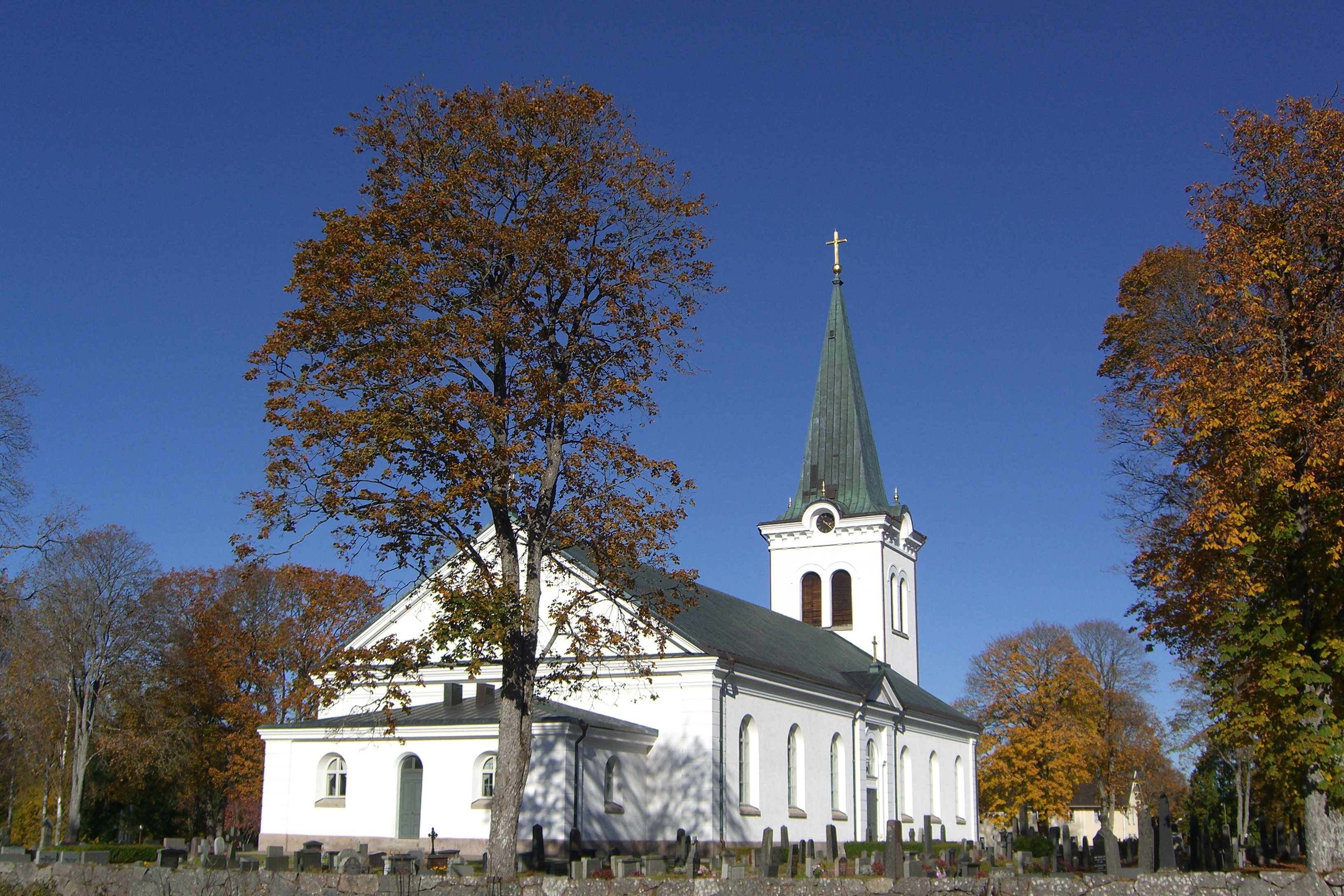
Älmeboda kyrka
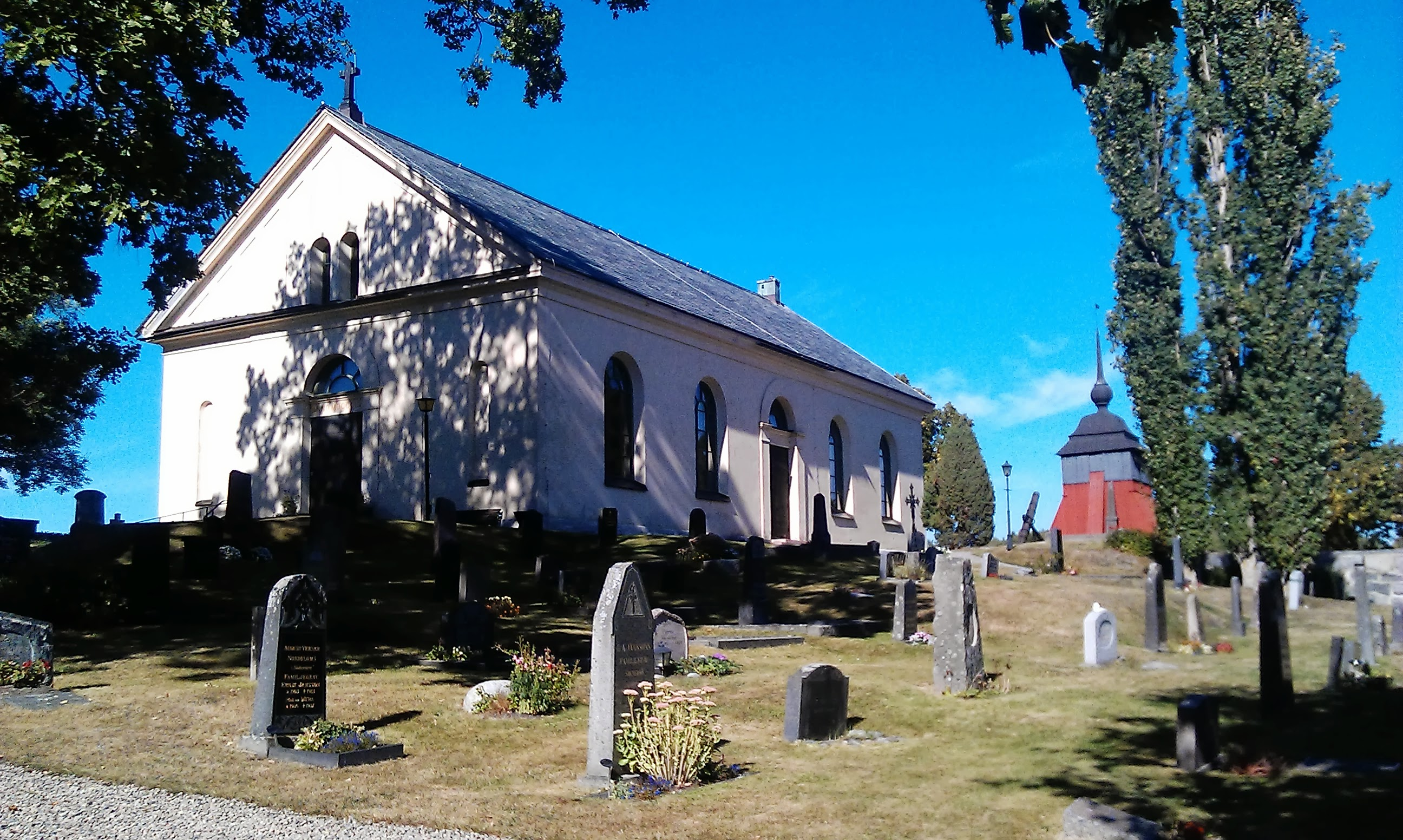
Blidö kyrka
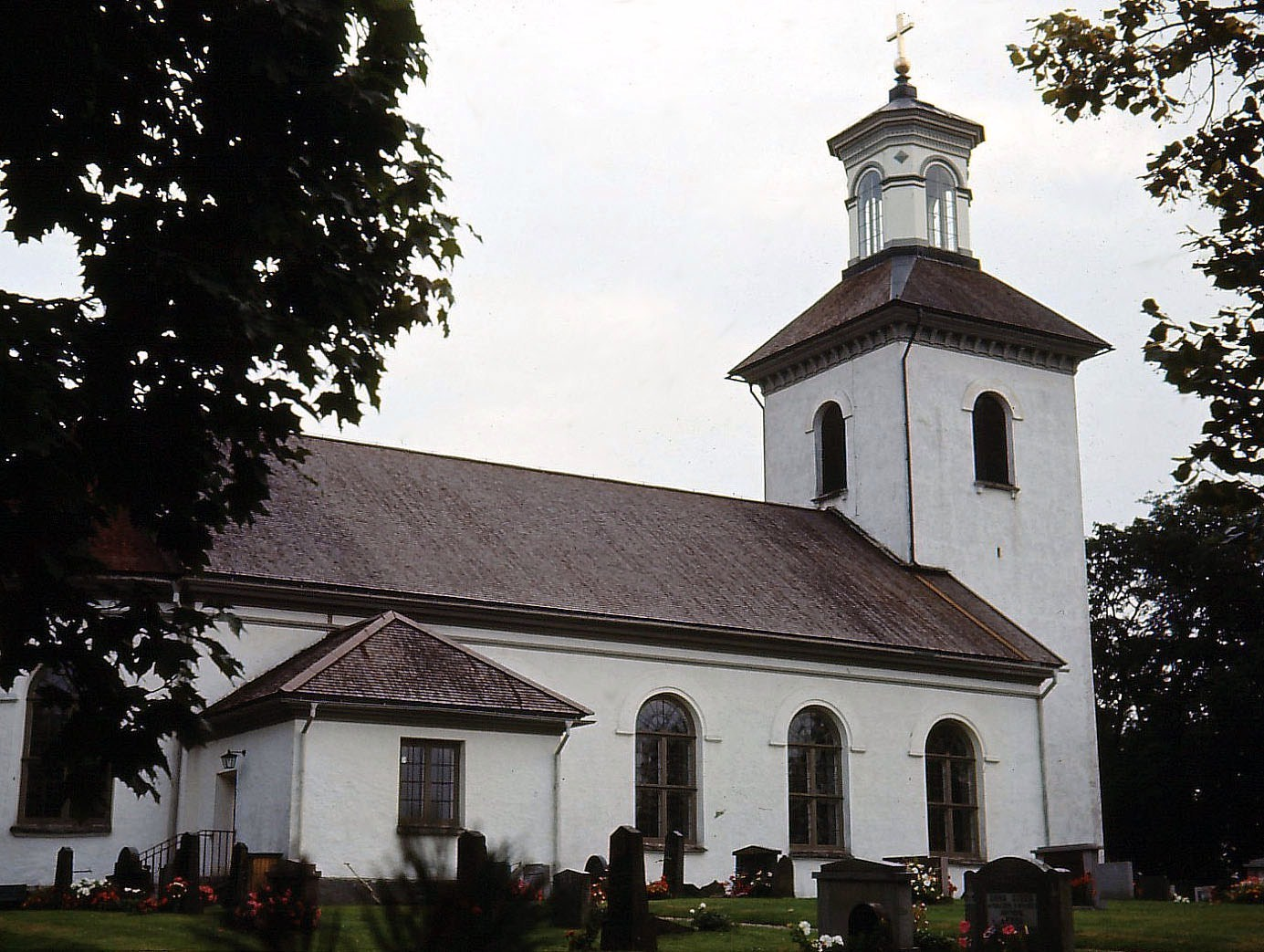
Forsheda kyrka
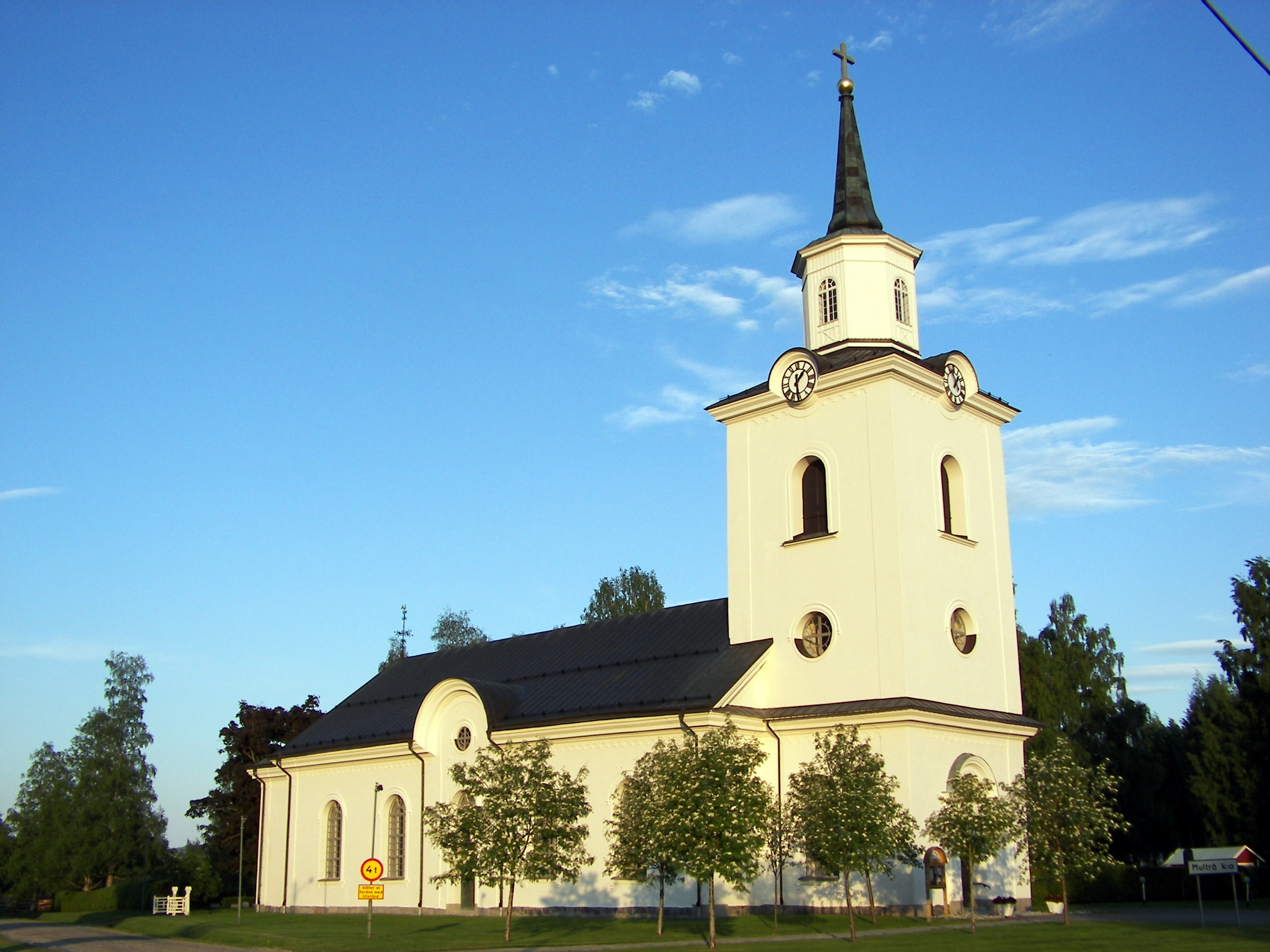
Multrå kyrka
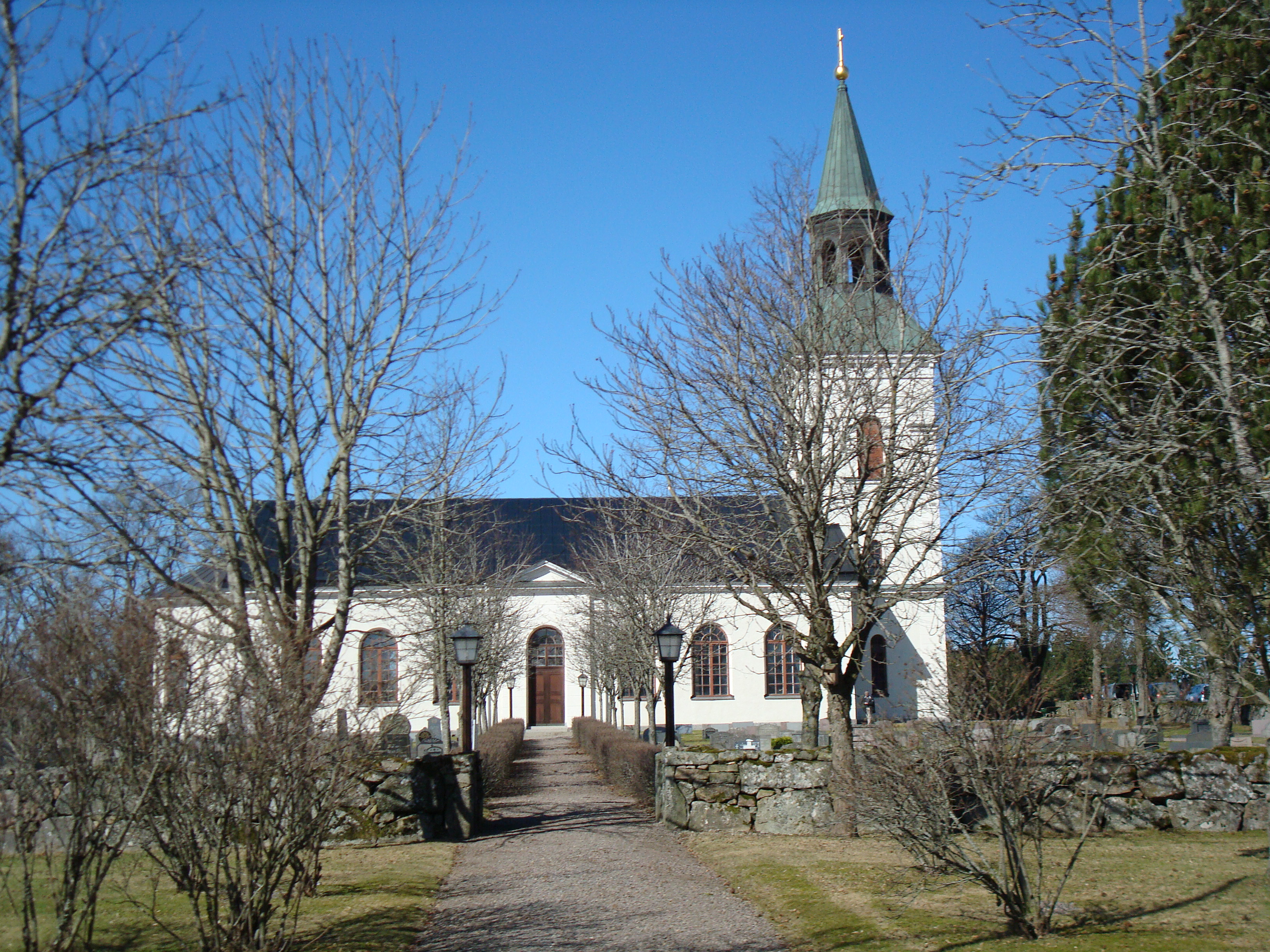
Svarttorps kyrka
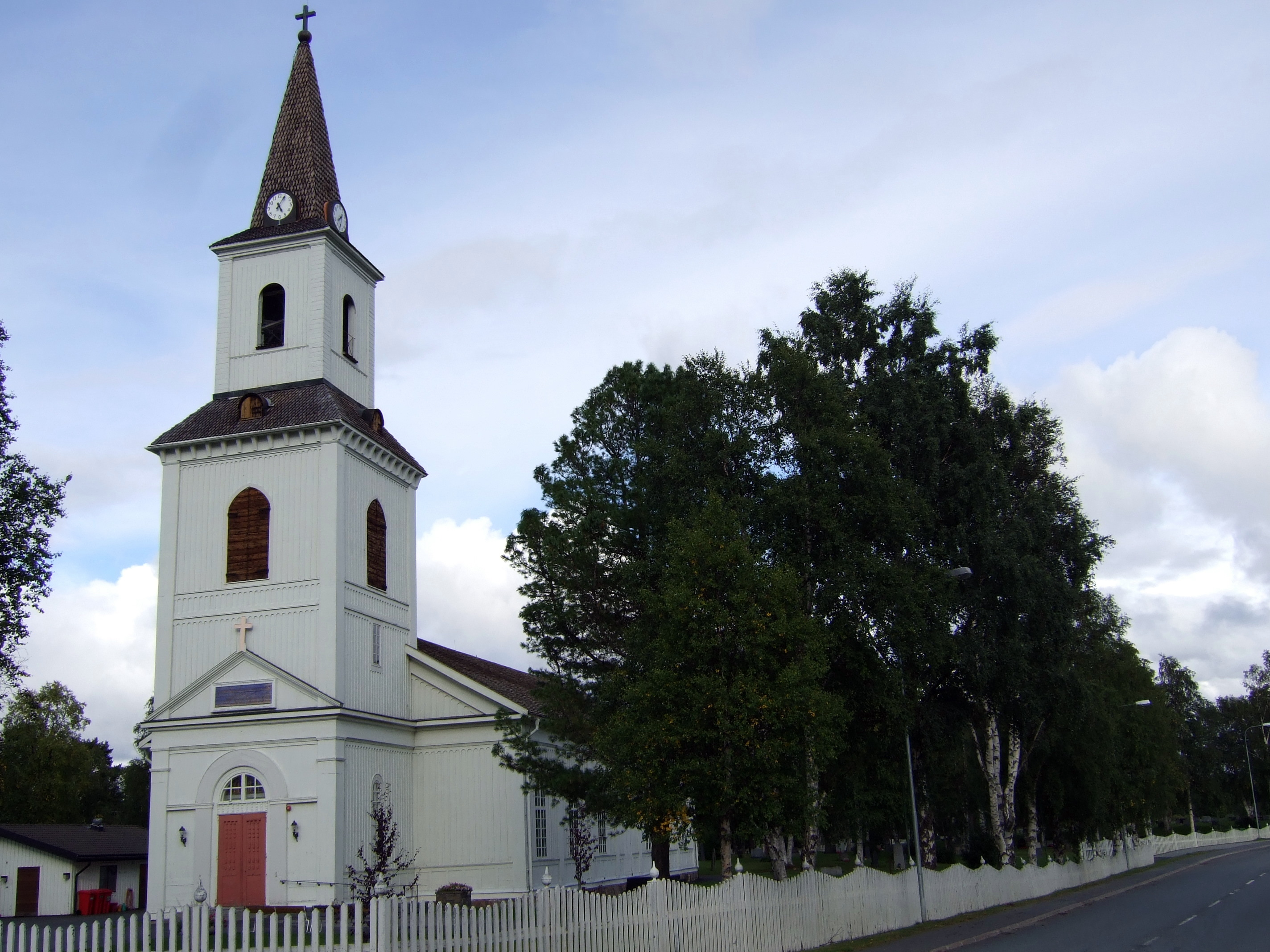
Sorsele kyrka